# 1515
| [ Edytuj tabelę ]                          | |
| Król Polski                                | - 1507 Zygmunt I Stary 1548 |
| Współksiążęta Andory                       | - 1513 Pere de Cardona 1515 - 1515 Joan d’Espés 1530 - 1513 Katarzyna z Nawarry 1517 - 1484 Jan III 1516                                                                                         |
| Król Anglii                                | - 1509 Henryk VIII 1547 |
| Król Aragonii i Walencji, hrabia Barcelony | - 1479 Ferdynand Aragoński 1516 |
| Władca Azteków                             | - 1502 Montezuma II 1520 |
| Elektor Brandenburgii                      | - 1499 Joachim I Nestor 1535 |
| Książę Bawarii                             | - 1508 Wilhelm IV 1550 |
| Sułtan Brunei                              | - 1473 Bolkiah 1521 |
| Cesarz Chin                                | - 1505 Zhengde 1521 |
| Król Czech                                 | - 1490 Władysław II Jagiellończyk 1516 |
| Król Danii                                 | - 1513 Chrystian II 1523 |
| Dalajlama                                  | - 1475 Gendun Gjaco 1541 |
| Władca Egiptu                              | - 1501 Kansuh al-Ghauri 1516 |
| Cesarz Etiopii                             | - 1508 Lybne Dyngyl 1540 |
| Król Francji                               | - 1498 Ludwik XII 1515 - 1515 Franciszek I 1547 |
| Hrabia Holandii                            | - 1515 Karol I Habsburg 1555 |
| Szach Iranu                                | - 1501 Isma’il I 1524 |
| Władca Inków                               | - 1493 Huayna Capac 1527 |
| Lord Irlandii                              | - 1509 Henryk VIII Tudor 1542 |
| Cesarz Japonii                             | - 1500 Go-Kashiwabara 1526 |
| Kalif                                      | - 1508 Al-Mutawakkil III 1517 |
| Król Kastylii i Leónu                      | - 1506 Ferdynand Aragoński 1516 |
| Patriarcha Konstantynopola                 | - 1513 Teolept I 1522 |
| Władca Korei                               | - 1506 Chungjong 1544 |
| Wielki książę litewski                     | - 1506 Zygmunt I Stary 1548 |
| Sułtan Maroka                              | - 1505 Muhammad al-Burtukali 1524 |
| Książę Mediolanu                           | - 1512 Maksymilian 1515 |
| Senior Monako                              | - 1505 Lucjan 1523 |
| Wielki książę moskiewski                   | - 1505 Wasyl III 1533 |
| Król Nawarry                               | - 1484 Katarzyna z Nawarry i Jan d’Albret 1516 |
| Król Norwegii                              | - 1513 Chrystian II 1523 |
| Sułtan Omanu                               | - 1500 Muhammad ibn Isma’il 1529 |
| Elektor Palatynatu                         | - 1508 Ludwik V 1544 |
| Papież                                     | - 1513 Leon X 1521 |
| Król Portugalii                            | - 1495 Manuel I 1521 |
| Cesarz Rzymski (niemiecki)                 | - 1493 Maksymilian I Habsburg 1519 |
| Kapitanowie Regenci San Marino             | - 1514 Francesco di Simone Belluzzi Innocenzo di Menetto Bonelli 1515 - 1515 Carlo di Cristofaro Giacomo di Lodovico Calcigni 1515 - 1515 Francesco di Girolamo Belluzzi Antonio di Bartolo 1516 |
| Elektor Saksonii                           | - 1486 Fryderyk I Mądry 1525 |
| Król Szkocji                               | - 1513 Jakub V 1542 |
| Król Szwecji                               | - 1512 Sten Sture Młodszy Svantesson 1520 |
| Król Tajlandii                             | - 1491 Ramathibodi II 1529 |
| Sułtan Turków                              | - 1512 Selim I Groźny 1520 |
| Doża Wenecji                               | - 1501 Leonardo Loredano 1521 |
| Król Węgier                                | - 1490 Władysław II 1516 |
| Cesarz Wietnamu                            | - 1509 Lê Tương Dực 1516 |
| Wielki mistrz zakonu krzyżackiego          | - 1510 Albrecht Hohenzollern 1525 |

Rok 1515 / MDXV
stulecia: XV wiek ~
XVI wiek ~
XVII wiek

lata: 1505 «
1510 «
1511 «
1512 «
1513 «
1514 «
1515
» 1516
» 1517
» 1518
» 1519
» 1520
» 1525

## Wydarzenia w Polsce
- 12 lutego – 5 marca – w Krakowie obradował sejm[1].
- w czasie wojny z Moskwą polskie wojska zaciężne pod dowództwem Janusza Świerczowskiego przypuściły atak w głąb państwa moskiewskiego, podchodząc zagonami pod Wielkie Łuki i Toropiec.
- Wybuchła zaraza.

## Wydarzenia na świecie
- 1 stycznia – Franciszek I Walezjusz wstąpił na tron Francji.
- 25 stycznia – Franciszek I Walezjusz został koronowany w katedrze w Reims na króla Francji.
- 3 maja – portugalski żeglarz, odkrywca i zdobywca Alfonso de Albuquerque zajął wyspę Ormuz w Zatoce Perskiej.
- 15 lipca – rozpoczął się zjazd wiedeński.
- 22 lipca – podczas zjazdu w Wiedniu Zygmunt I Stary, Władysław II Jagiellończyk oraz cesarz Maksymilian I zawarli układ, na mocy którego w razie wymarcia potomków Władysława II Jagiellończyka tron czeski i węgierski mieli przejąć Habsburgowie.
- 13 września – wojny włoskie: w bitwie pod Marignano armia francuska pokonała wojska Federacji Szwajcarskiej.

## Urodzili się
- 4 lutego – Mikołaj Radziwiłł Czarny, marszałek wielki litewski, kanclerz wielki litewski, wojewoda wileński (zm. 1565)
- 18 lutego – Valerius Cordus, niemiecki naturalista, lekarz, chemik i botanik (zm. 1544)
- 28 marca – Teresa z Ávili, hiszpańska karmelitanka, Doktor Kościoła, święta (zm. 1582)
- 1 lipca – Anna Jagiellonka, polska królewna (zm. 1520)
- 21 lipca – Filip Neri, włoski duchowny katolicki, założyciel filipinów, święty (zm. 1595)
- 22 września – Anna z Kleve, czwarta żona króla Anglii Henryka VIII (zm. 1557)
- 22 listopada – Maria de Guise, królowa Szkocji, później regentka (zm. 1560)
- data dzienna nieznana: 
  - Beata Łaska z Kościeleckich, córka Katarzyny Telniczanki i Andrzeja Kościeleckiego, podskarbiego koronnego, pierwsza tatrzańska turystka (zm. 1576)
  - Feliks z Kantalicjo, włoski kapucyn, święty katolicki (zm. 1587)
  - Książę Mustafa, syn sułtana Sulejmana (zm. 1553)

## Zmarli
- 1 stycznia – Ludwik XII, król Francji (ur. 1462)
- 24 stycznia – Paula Gambara Costa, włoska tercjarka franciszkańska, błogosławiona katolicka (ur. 1463)
- 6 lutego – Aldo Manuzio, jeden z najznakomitszych drukarzy renesansu (ur. 1449 lub 1450)
- 2 października – Barbara Zápolya, królowa Polski i wielka księżna litewska jako żona Zygmunta Starego (ur. 1496)
- 16 grudnia – Afonso de Albuquerque, portugalski żeglarz, odkrywca i zdobywca, wicekról Indii (ur. 1453)